# زاوراتی
زاوراتی (به لاتین: Závraty) یک منطقهٔ مسکونی در جمهوری چک است که در شهرستان چسکه بودیوویتسه واقع شده‌است. زاوراتی ۲٫۰۸ کیلومتر مربع مساحت و ۴۰ نفر جمعیت دارد و ۴۳۵ متر بالاتر از سطح دریا واقع شده‌است.